# Ericotettix ericae
Ericotettix ericae är en insektsart som beskrevs av Lindberg 1960. Ericotettix ericae ingår i släktet Ericotettix och familjen dvärgstritar. Inga underarter finns listade i Catalogue of Life.